# Skillingaryd
Skillingaryd er et byområde i Vaggeryds kommun i Jönköpings län i Sverige. I 2010 var indbyggertallet 12.029.